# (4340) Dence
(4340) Dence es un asteroide perteneciente al cinturón de asteroides, descubierto el 4 de mayo de 1986 por Carolyn Shoemaker desde el Observatorio del Monte Palomar, Estados Unidos.

## Designación y nombre
Designado provisionalmente como 1986 JZ. Fue nombrado Dence en honor al geólogo canadiense Michael R. Dence, Director Jefe de la Royal Society de Canadá.

## Características orbitales
Dence está situado a una distancia media del Sol de 2,394 ua, pudiendo alejarse hasta 2,947 ua y acercarse hasta 1,841 ua. Su excentricidad es 0,230 y la inclinación orbital 25,14 grados. Emplea 1353 días en completar una órbita alrededor del Sol.

## Características físicas
La magnitud absoluta de Dence es 12,6. Tiene 8,11 km de diámetro y su albedo se estima en 0,155. Está asignado al tipo espectral S según la clasificación SMASSII.